# Waterpolo op de Olympische Zomerspelen 1996
Waterpolo is een van de sporten die beoefend werden tijdens de Olympische Zomerspelen 1996 te Atlanta.

## Mannen
De 12 deelnemende landen waren verdeeld over 2 groepen:
- Groep A: Duitsland, Hongarije, Joegoslavië, Nederland, Rusland en Spanje.
- Groep B: Griekenland, Italië, Kroatië, Oekraïne, Roemenië en Verenigde Staten.

De beste 4 landen van iedere poule plaatsten zich voor de kwartfinales, de nummers 5 en 6 speelden een halve competitie om de 9de t/m 12de plaats.

### Voorronde

#### Groep A
| 20 juli | 11:00 | Nederland   | 8 - 11 | (2-3, 2-4, 2-3, 2-1) | Joegoslavië |
| 20 juli | 12:40 | Hongarije   | 8 - 7  | (1-2, 1-3, 4-1, 2-1) | Rusland     |
| 20 juli | 16:40 | Spanje      | 9 - 3  | (3-0, 1-2, 2-1, 3-0) | Duitsland   |
| 21 juli | 11:00 | Joegoslavië | 9 - 9  | (3-3, 1-1, 4-2, 1-3) | Rusland     |
| 21 juli | 12:40 | Duitsland   | 8 - 9  | (1-3, 3-3, 3-1, 1-2) | Hongarije   |
| 21 juli | 16:40 | Nederland   | 7 - 8  | (1-2, 0-2, 3-2, 3-2) | Spanje      |
| 22 juli | 11:00 | Rusland     | 10 - 8 | (3-2, 3-3, 2-1, 2-2) | Duitsland   |
| 22 juli | 12:40 | Spanje      | 7 - 9  | (1-2, 1-3, 2-2, 3-2) | Joegoslavië |
| 22 juli | 16:40 | Hongarije   | 10 - 8 | (2-2, 3-2, 3-2, 2-2) | Nederland   |
| 23 juli | 11:00 | Joegoslavië | 9 - 8  | (2-1, 1-3, 5-2, 1-2) | Duitsland   |
| 23 juli | 12:40 | Nederland   | 5 - 10 | (2-2, 0-3, 1-2, 2-3) | Rusland     |
| 23 juli | 16:40 | Spanje      | 7 - 8  | (2-2, 2-3, 1-1, 2-2) | Hongarije   |
| 24 juli | 11:00 | Hongarije   | 12 - 8 | (4-2, 3-1, 4-3, 1-2) | Joegoslavië |
| 24 juli | 12:40 | Rusland     | 6 - 8  | (3-2, 0-2, 3-3, 0-1) | Spanje      |
| 24 juli | 16:40 | Nederland   | 8 - 9  | (2-2, 0-4, 5-2, 1-1) | Duitsland   |

Eindstand Groep A
| rang | land        | Gs | W | G | V | F  | A  | Ptn |
| ---- | ----------- | -- | - | - | - | -- | -- | --- |
| 1    | Hongarije   | 5  | 5 | 0 | 0 | 47 | 38 | 10  |
| 2    | Joegoslavië | 5  | 3 | 1 | 1 | 46 | 44 | 7   |
| 3    | Spanje      | 5  | 3 | 0 | 2 | 39 | 33 | 6   |
| 4    | Rusland     | 5  | 2 | 1 | 2 | 42 | 38 | 5   |
| 5    | Duitsland   | 5  | 1 | 0 | 4 | 36 | 45 | 2   |
| 6    | Nederland   | 5  | 0 | 0 | 5 | 36 | 48 | 0   |

#### Groep B
| 20 juli | 15:00 | Kroatië          | 8 - 5  | (3-1, 1-1, 2-1, 2-2) | Griekenland      |
| 20 juli | 18:20 | Oekraïne         | 6 - 6  | (0-1, 2-1, 0-2, 4-2) | Roemenië         |
| 20 juli | 22:00 | Italië           | 10 - 7 | (3-1, 1-3, 2-0, 4-3) | Verenigde Staten |
| 21 juli | 15:00 | Roemenië         | 6 - 11 | (2-5, 2-1, 0-2, 2-3) | Kroatië          |
| 21 juli | 18:20 | Italië           | 8 - 6  | (2-2, 4-1, 1-1, 1-2) | Oekraïne         |
| 21 juli | 22:00 | Verenigde Staten | 9 - 7  | (4-2, 3-1, 1-2, 1-2) | Griekenland      |
| 22 juli | 15:00 | Griekenland      | 8 - 5  | (3-1, 2-1, 2-2, 1-1) | Roemenië         |
| 22 juli | 18:20 | Kroatië          | 8 - 10 | (1-3, 2-2, 2-2, 3-3) | Italië           |
| 22 juli | 22:00 | Oekraïne         | 7 - 9  | (1-1, 2-1, 3-5, 1-2) | Verenigde Staten |
| 23 juli | 15:00 | Italië           | 10 - 8 | (1-2, 2-1, 4-3, 3-2) | Griekenland      |
| 23 juli | 18:20 | Oekraïne         | 8 - 16 | (0-3, 1-3, 1-4, 6-6) | Kroatië          |
| 23 juli | 22:00 | Verenigde Staten | 10 - 5 | (2-0, 4-1, 3-1, 1-3) | Roemenië         |
| 24 juli | 15:00 | Griekenland      | 9 - 6  | (0-0, 2-1, 4-1, 3-4) | Oekraïne         |
| 24 juli | 18:20 | Italië           | 10 - 9 | (2-2, 3-3, 3-1, 2-3) | Roemenië         |
| 24 juli | 22:00 | Kroatië          | 8 - 10 | (2-2, 2-2, 1-4, 3-2) | Verenigde Staten |

Eindstand Groep B
| rang | land             | Gs | W | G | V | F  | A  | Ptn |
| ---- | ---------------- | -- | - | - | - | -- | -- | --- |
| 1    | Italië           | 5  | 5 | 0 | 0 | 48 | 38 | 10  |
| 2    | Verenigde Staten | 5  | 4 | 0 | 1 | 45 | 37 | 8   |
| 3    | Kroatië          | 5  | 3 | 0 | 2 | 51 | 39 | 6   |
| 4    | Griekenland      | 5  | 2 | 0 | 3 | 37 | 38 | 4   |
| 5    | Roemenië         | 5  | 0 | 1 | 4 | 31 | 45 | 1   |
| 6    | Oekraïne         | 5  | 0 | 1 | 4 | 33 | 48 | 1   |

### Groep Plaats 9/12
| 26 juli | 11:00 | Duitsland | 10 - 4 | (3-0, 3-1, 1-1, 3-2) | Oekraïne  |
| 26 juli | 12:40 | Nederland | 10 - 8 | (3-2, 2-1, 4-1, 1-4) | Roemenië  |
| 27 juli | 11:00 | Duitsland | 9 - 6  | (1-0, 2-3, 3-1, 3-2) | Nederland |
| 27 juli | 12:40 | Roemenië  | 11 - 8 | (2-0, 4-3, 3-2, 2-3) | Oekraïne  |
| 28 juli | 8:00  | Nederland | 9 - 9  | (1-2, 5-1, 2-3, 1-3) | Oekraïne  |
| 28 juli | 9:30  | Duitsland | 10 - 6 | (2-2, 2-0, 3-2, 3-2) | Roemenië  |

Eindstand Groep Plaats 9/12
| rang | land      | Gs | W | G | V | F  | A  | Ptn |
| ---- | --------- | -- | - | - | - | -- | -- | --- |
| 9    | Duitsland | 3  | 3 | 0 | 0 | 29 | 16 | 6   |
| 10   | Nederland | 3  | 1 | 1 | 1 | 25 | 26 | 3   |
| 11   | Roemenië  | 3  | 1 | 0 | 2 | 25 | 28 | 2   |
| 12   | Oekraïne  | 3  | 0 | 1 | 2 | 21 | 30 | 1   |

### Kwartfinales
| 26 juli | 15:00 | Hongarije   | 12 - 8 | (3-2, 4-2, 2-2, 3-2) | Griekenland      |
| 26 juli | 16:40 | Joegoslavië | 6 - 8  | (1-3, 1-2, 2-1, 2-2) | Kroatië          |
| 26 juli | 18:20 | Spanje      | 5 - 4  | (2-0, 2-1, 1-0, 0-3) | Verenigde Staten |
| 26 juli | 22:10 | Rusland     | 9 - 11 | (4-4, 3-2, 1-3, 1-2) | Italië           |

### Plaatsingsronde

#### 5e t/m 8e plaats
| 27 juli | 15:00 | Griekenland | 7 - 6   | (1-1, 3-0, 1-4, 3-1)                | Verenigde Staten |
| 27 juli | 20:40 | Joegoslavië | 15 - 16 | (5-4, 1-2, 3-3, 3-3, 1-2, 2-1, 0-1) | Rusland          |

#### 7e en 8e plaats
| 28 juli | 11:30 | Verenigde Staten | 12 - 8 | (2-1, 5-2, 2-2, 3-3) | Joegoslavië |

#### 5e en 6e plaats
| 28 juli | 15:00 | Griekenland | 8 - 10 | (2-2, 1-1, 1-2, 3-2, 1-2, 0-1) | Rusland |

### Halve finales
| 27 juli | 16:40 | Kroatië   | 7 - 6 | (0-1, 2-1, 1-0, 1-2, 1-2, 2-0) | Italië |
| 27 juli | 19:00 | Hongarije | 6 - 7 | (2-2, 2-1, 1-1, 1-3)           | Spanje |

### Bronzen Finale
| 28 juli | 15:00 | Hongarije | 18 - 20 | (4-3, 4-4, 3-2, 5-7, 0-3, 2-1) | Italië |

### Finale
| 28 juli | 16:30 | Spanje | 7 - 5 | (0-1, 1-2, 4-2, 2-0) | Kroatië |

### Eindrangschikking
| rang   | land             |
| ------ | ---------------- |
| Goud   | Spanje           |
| Zilver | Kroatië          |
| Brons  | Italië           |
| 4      | Hongarije        |
| 5      | Rusland          |
| 6      | Griekenland      |
| 7      | Verenigde Staten |
| 8      | Joegoslavië      |
| 9      | Duitsland        |
| 10     | Nederland        |
| 11     | Roemenië         |
| 12     | Oekraïne         |